# Пилум
Пилум (лат. pilum или pila) – метателно копие, вероятно заимствано от самнитите – основните противници на Римската република в Южна Италия. Пилумите са два вида – лек и тежък, с дължина до 120 см. При направата им върхът на копието се калява, а шията нарочно се изготвяна от по-мек метал. Тактиката на римляните била при хвърляне да се пробие щитът на неприятеля. Тогава мекият метал се изкривявал, копието засядало и лишавало врага от възможност за маневриране. Друга причина да се е използвал мек метал е, за да не може врагът да вземе вече хвърленото към него копие и да го хвърли обратно. Най-често последният захвърлял щита си и оставал неприкрит пред приближаващите римляни.